# Пьетро д’Абано
Пьетро д’Абано, Пётр Абанский (итал. Pietro d'Abáno, лат. Petrus Aponensis; ок. 1250, Абано-Терме — 1316, Падуя) — итальянский врач, философ и астролог при Падуанском университете.
Он родился в итальянском городе, от которого он и получил своё имя, ныне Абано-Терме. Он приобрёл известность за сочинение «Согласование противоречий между философами и врачами» (Conciliator Differentiarum, quae inter Philosophos et Medicos Versantur, 1472). В итоге его обвинили в ереси и атеизме, и он предстал перед инквизицией. Он умер в тюрьме в 1315 году (некоторые источники говорят о 1316 году) до окончания судебного процесса.

## Жизнь
Некоторое время он жил в Греции, прежде чем переехал и долгое время учился в Константинополе (между 1270 и 1290 гг.). Около 1300 г. он переехал в Париж, где получил степень доктора философии и медицины, в практике которых он был весьма успешен, но его медицинская практика стоила больших денег. В Париже он прославился как «Великий Ломбардец». Он поселился в Падуе, где приобрёл репутацию врача. Также будучи астрологом, он получил обвинение в занятиях магией: конкретные осуждения заключались в том, что он с помощью дьявола вернул все те деньги, которые он отдал, и что он обладал философским камнем.
Габриэль Ноде в своей «Древней медицинской школе Парижа» сообщает о нём следующее:
Давайте представим Петра Абанского, или Пьетро д’Абано, прозванного Примирителем, из-за знаменитой книги, которую он опубликовал во время пребывания в вашем университете. Несомненно, что медицина в Италии была под спудом, почти никому не известна, необработанная и без украшений, пока её гений-покровитель, житель Апоны [Абано], которому суждено было освободить Италию от варварства и невежества, как и Камилл некогда освободил Рим от осады галлов, не предпринял тщательного изучения, в какой части мира светская литература культивировалась наисчастливейшим образом, [где] философия обрабатывалась наитончайшим образом, а физика преподавалась с величайшей основательностью и чистотой; и, будучи уверенным, что только Париж претендует на эту честь, он сейчас же отправляется туда; полностью вверив себя её попечению, он прилежно посвятил себя тайнам философии и медицины; получил степень и лавровый венец в обеих; а затем преподавал их обе с великими похвалами: и после пребывания в течение многих лет, нагруженный богатством, приобретённым у вас, и, сделавшись знаменитым философом, астрологом, врачом и математиком своего времени, возвращается в свою страну, где, по мнению рассудительного Скардеона, он был первым восстановителем истинной философии и медицины. Благодарность, следовательно, призывает вас признать свои обязательства перед Михаэлем Ангелом Блондом, врачом из Рима, который в прошлом веке предприняв публикацию «Физиогномических заключений» вашего апонского врача и обнаружив, что они были составлены в Париже и в вашем университете, решил опубликовать их от имени, и под патронажем вашего общества.
Он так далеко продвинулся в своих исследованиях в области оккультных наук потаённой и скрытой природы, что, после того, как предоставил наиболее убедительные доказательства в своих трудах, касающихся физиогномики, геомантии и хиромантии, он перешёл к изучению философии, физики и астрологии. Эти исследования оказались для него чрезвычайно полезными. Первые два позволили ему познакомиться со всеми папами своего времени и снискали ему репутацию среди учёных. Кроме того, его мастерство в астрологии видно из
1. астрономических образов, которые он нарисовал в большом зале дворца в Падуе;

2. его переводов книг великого ученого раввина Авраама ибн Эзры
3. его книг о критических днях
4. углублений астрономического знания
и 5. свидетельств известного математика Региомонтана, высоко оценившего его мастерство в астрологии в своей публичной речи в Падуе по поводу шедевра Аль-Фергани «Элементы астрономии» о движении небесных тел.
Философские идеи Абано являлись разновидностью неоплатонизма и аристотелизма в трактовке арабских философов (в частности Аверроэса). Абано считается основателем Падуанской школы в философии.
Сто лет спустя после смерти Пьетро д’Абано в честь его была воздвигнута колонна в Падуе.
На начало XX века часть произведений Пьетро д’Абано не была издана и сохранилась только в рукописях.

## Сочинения
В своих трудах он излагает и защищает медицинские и философские системы Аверроэса, Авиценны и других исламских писателей. Его наиболее известными работами являются «Согласование противоречий между философами и врачами» (изд. 1472) и «О ядах и исцелениях от них», оба сохранились в десятках рукописей и различных печатных изданий с конца XV по XVI вв. Первая была попыткой примирить очевидные противоречия между медицинской теорией и аристотелевской натурфилософией и считалась авторитетной ещё в XVI в. Во втором излагались арабские теории, касающиеся суеверий, ядов и инфекций.
Знаменитый гримуар под названием «Гептамерон», хотя и анонимный, традиционно приписывается Абано. Гептамерон — это краткая книга ритуальных магических обрядов, связанных с вызыванием определённых ангелов на семь дней недели, откуда и название.

## Инквизиция
Он дважды привлекался к суду инквизиции; в первый раз его оправдали, а умер он до завершения второго процесса. Однако его признали виновным, и его тело было приказано сжечь, но друг тайно вывез его, и поэтому инквизиции пришлось удовольствоваться публичным объявлением приговора и сожжением чучела Абано.

По словам Ноде:
Общее мнение почти всех авторов состоит в том, что он был величайшим магом своего времени; и что с помощью семи духов, которых он держал в кристалле, он приобрел знание семи свободных искусств, а также что он владел искусством призывать уже использованные им деньги обратно в свой карман. Его обвинили в колдовстве на восьмидесятом году жизни, а умерев в 1305 г., до окончания суда, он был приговорён к сожжению; и что пучок соломы или ивняка, символизировавший его личность, был публично сожжён в Падуе; и [полагали,] что таким строгим примером и страхом навлечь на себя подобное наказание они смогут запретить чтение трёх книг, которые он сочинил на эту тему: первая из коих — знаменитый Гептамерон, или Магические элементы Петра д’Абано, философа, дошедший до нас и напечатанный в конце сочинений Агриппы; вторая — та, которую Тритемий называет Elucidarium Necromanticum Petri de Abano; и третье, названное тем же автором Liber experimentorum mirabilium de Annulis secundem, 28 Mansiom Lunæ.

Барретт ссылается на мнение, что инквизиция приговорила Пьетро к смерти не из-за магии, а за то, что он пытался объяснить чудесные явления в природе влиянием небесных тел, не приписывая их ангелам или демонам; так что скорее именно обвинение в ереси, а не в магии, по-видимому, и привело к его преследованию:
Его тело, тайно извлеченное из могилы его друзьями, ускользнуло от инквизиторов, которые приговорили бы его к сожжению. Его перевозили с места на место и, наконец, поместили в Церкви Св. Августина, без эпитафии или какого-либо другого знака отличия. Его обвинители приписывали ему противоречивые мнения; они обвиняли его в том, что он был магом, и в то же время отрицал существование духов. У него была такая антипатия к молоку, что при виде того, как кто-то его пил, его тошнило. Он умер примерно в 1316 г. на шестьдесят шестом году жизни.

## Труды
В «Conciliator Differentiarum» Пьетро сообщает, что он разговаривал с Марко Поло о наблюдениях за небесным сводом во время его путешествий. Марко рассказал, что на обратном пути в Южно-Китайское море он заметил то, что он описывает на рисунке, как звезду «в форме мешка» (ut sacco) с большим хвостом (magna habet caudam). Пьетро Д’Абано истолковал эти слова как подтверждение своей теории о том, что в Южном полушарии можно наблюдать звезду, аналогичную полярной, но, по всей вероятности, это была комета. Астрономы согласны с тем, что в конце 1200-х гг. в Европе не было комет, но есть свидетельства того, что комета была замечена в Китае и Индонезии в 1293 г. Пьетро Д’Абано сохранил рисунок в своём Conciliator Differentiarum. Также в том же документе приводится описание гигантского животного с рогом на морде, опознаваемого сегодня как суматранский носорог; Пьетро Д’Абано не называет конкретного имени, присвоенного Марко этому животному; вместо этого считается, что именно Рустичелло и отождествил его с единорогом.
Также в Conciliator Differentiarum (Diss. 67), Д’Абано упоминает экспедицию генуэзцев Уголино, Вандино и Вивальди в Ост-Индию морским путем.
«Parum ante ista tempora Januenses duas paravere omnibus necessariis munitas galeas, здесь для Gades Herculis in fine Hispamia situatas transiere. Quid autem illis contigerit, jam spatio fère trigesimo ignoratur anno. Transitus tamen nunc patens est per magnos Tartaros eundo versus aquilonem, deinde se in orientem et meridiem congirando».